# Liste der Kulturdenkmäler in Albersweiler
In der Liste der Kulturdenkmäler in Albersweiler sind alle Kulturdenkmäler der rheinland-pfälzischen Ortsgemeinde Albersweiler einschließlich des Ortsteils Sankt Johann aufgeführt. Grundlage ist die Denkmalliste des Landes Rheinland-Pfalz (Stand: 14. August 2023).

## Denkmalzonen
| Bezeichnung                      | Lage | Baujahr                 | Beschreibung | Bild            |
| -------------------------------- | --- | ----------------------- | --- | --------------- |
| Denkmalzone Albersweilerer Kanal | Am Kanal, Kanalstraße, hinter Nr. 1–51, Weinstraße, südöstlich des Ortes entlang der L 507 Lage                                                                  |                         | 1688 ff. von den Franzosen als Transportkanal zwischen den Steinbrüchen bei Albersweiler und der Festung Landau sowie zur Wasserversorgung angelegt; im späten 18. Jahrhundert aufgegeben; innerhalb der Ortslage Schleusenbauwerke | Fotos hochladen |
| Denkmalzone Ortskern             | Hohlstraße 1–5, 17 (ungerade Nrn.), 4–6 (gerade Nrn.), Kanalstraße 2, Queichstraße 1, Weinstraße 79, 85–89 (ungerade Nrn.), 102–106, 110, 114 (gerade Nrn.) Lage | 16. bis 20. Jahrhundert | geschlossene historische Bebauung, Hofanlagen zum Teil mit Torbögen; Wohnhäuser meist zweigeschossig, oft unter Walm- oder Krüppelwalmdächern und mit Fachwerk, 16. bis 20. Jahrhundert                                             | Fotos hochladen |
| Denkmalzone Löwensteiner Schloss | Sankt Johann, Schlossstraße 5 Lage | 1764                    | ehemaliges Schloss der Fürsten von Löwenstein; Mansardwalmdachbau, Rokoko, 1764, Architekt Matthias Mayer; Nebengebäude, unter anderem bezeichnet 1801; zwei Puttengruppen, um 1760, Kreis des Peter Anton von Verschaffelt         | Fotos hochladen |

## Einzeldenkmäler
| Bezeichnung                         | Lage                               | Baujahr                            | Beschreibung                                                                                       | Bild                           |
| ----------------------------------- | ---------------------------------- | ---------------------------------- | -------------------------------------------------------------------------------------------------- | ------------------------------ |
| Evangelische Pfarrkirche            | Am Kanal 2 Lage                    | 1843–46                            | neuromanischer Saalbau, 1843–46, Zivilbauinspektoren August von Voit und Ferdinand Jodl, Speyer    | weitere Bilder Fotos hochladen |
| Torbogen                            | Hauptstraße, an Nr. 4 Lage         | 1774                               | spätbarocker Torbogen, bezeichnet 1774                                                             | Fotos hochladen                |
| Torbogen                            | Hauptstraße, an Nr. 55 Lage        | 1780                               | Torbogen, spätbarock, bezeichnet 1780                                                              | Fotos hochladen                |
| Wohnhaus                            | Hauptstraße 74 Lage                | zweite Hälfte des 18. Jahrhunderts | Wohnhaus, spätbarocker Krüppelwalmdachbau, zweite Hälfte des 18. Jahrhunderts                      | Fotos hochladen                |
| Hofanlage                           | Hohlstraße 1 Lage                  | 1741                               | Hofanlage; barockes Fachwerkhaus, teilweise massiv, verputzt, bezeichnet 1741, Wohnhaus            | Fotos hochladen                |
| Hofanlage                           | Hohlstraße 3 Lage                  | 1744                               | Hofanlage; barockes Fachwerkhaus, Torbogen bezeichnet 1744                                         | Fotos hochladen                |
| Hofanlage                           | Hohlstraße 35 Lage                 | 1805                               | nachbarocke Einfirstanlage, Krüppelwalmdach, bezeichnet 1805                                       | Fotos hochladen                |
| Bildstock                           | Hohlstraße, bei Nr. 35 Lage        | 17. Jahrhundert                    | Bildstock, Sandstein, 17. Jahrhundert (?)                                                          | Fotos hochladen                |
| Weingut Hahn                        | Kirchstraße 17 Lage                | Ende des 18. Jahrhunderts          | eingeschossiger frühklassizistischer Krüppelwalmdachbau über Hochkeller, Ende des 18. Jahrhunderts | Fotos hochladen                |
| Katholische Pfarrkirche St. Stephan | Kirchstraße 24 Lage                | 1843–46                            | Saalbau, Rundbogenstil, 1843–46, Zivilbauinspektoren August von Voit und Ferdinand Jodl, Speyer    | weitere Bilder Fotos hochladen |
| Schulhaus                           | Queichstraße 10 Lage               | um 1840                            | ehemalige Schule; spätklassizistischer Walmdachbau, um 1840                                        | Fotos hochladen                |
| Wohnhaus                            | Queichstraße 11 Lage               | 1741                               | Wohnhaus, barocker Walmdachbau, bezeichnet 1741                                                    | Fotos hochladen                |
| Schlussstein                        | Vordere Schöbstraße, an Nr. 2 Lage | 1750                               | ehemaliger Bogenschlussstein, barock, bezeichnet 1750                                              | Fotos hochladen                |
| Wohnhaus                            | Weinstraße 64 Lage                 | 1738                               | Wohnhaus, barockes Fachwerkhaus, teilweise massiv, bezeichnet 1738                                 | Fotos hochladen                |
| Apotheke                            | Weinstraße 87 Lage                 | 1743                               | Wohn- und Geschäftshaus; barocker Walmdachbau, bezeichnet 1743                                     | Fotos hochladen                |
| Torbogen                            | Weinstraße, an Nr. 89 Lage         | 1735                               | Torbogen, barock, bezeichnet 1735 (Bild)                                                           | Fotos hochladen                |
| Schlussstein                        | Weinstraße, an Nr. 104 Lage        | 1733                               | ehemaliger Bogenschlussstein, bezeichnet 1733                                                      | BW                             |
| Torbogen                            | Weinstraße, an Nr. 106 Lage        | 1547                               | Gasthaus „Pfälzer Hof“; Torbogen bezeichnet 1547                                                   | Fotos hochladen                |
| Protestantischer Pfarrhof           | Weinstraße 115 Lage                | 18. Jahrhundert                    | barocker Walmdachbau, 18. Jahrhundert; Scheune, zweite Hälfte des 19. Jahrhunderts                 | Fotos hochladen                |
| Kirchenruine                        | Sankt Johann, Schlossstraße Lage   | ab dem 13. Jahrhundert             | Kirchenruine; Fundamente der ehemaligen Kirche des Reuerinnenklosters, 13. Jahrhundert und jünger  | Fotos hochladen                |